# Windsor (Vermont)
Windsor é uma vila localizada no estado americano de Vermont, no condado de Windsor.

## Geografia
De acordo com o United States Census Bureau, a cidade tem uma área de 51,2 km², dos quais 50,6 km² estão cobertos por terra e 0,6 km² por água.

## Demografia
Segundo o censo nacional de 2010, a sua população é de 3 553 habitantes e sua densidade populacional é de 69,4 hab/km².

## Marcos históricos
A relação a seguir lista as 12 entradas do Registro Nacional de Lugares Históricos em Windsor. O primeiro marco foi designado em 13 de novembro de 1966 e o mais recente em 9 de janeiro de 2007. Aqueles marcados com ‡ também são um Marco Histórico Nacional.
- Ascutney Mill Dam Historic District
- Ascutney State Park
- Best's Covered Bridge
- Bowers Covered Bridge
- Fowler-Steele House
- Juniper Hill Farm-Maxwell Evarts House
- NAMCO Block
- Old Constitution House
- Robbins and Lawrence Armory and Machine Shop‡
- Twing Buckman House
- Windsor House
- Windsor Village Historic District